# Fastrada
Fastrada (765? Ingelheim – 10. srpna 794 Frankfurt nad Mohanem) byla východofranská královna, třetí manželka císaře Karla Velikého.

## Životopis
Narodila kolem roku 765 v Ingelheimu. Jejím otcem byl mocný východofranský hrabě Rudolph a matkou jeho manželka Aeda.
V říjnu 783, několik měsíců po smrti královny Hildegardy se v německém Wormsu provdala za Karla Velikého, císaře říše římské. Pravděpodobným důvodem sňatku bylo upevnění franské aliance na východ od Rýna, v době, kdy Karel Veliký bojoval se Sasy.
Její zásluhou byl Pipin Hrbatý, první syn Karla Velikého a jeho konkubíny Himiltrudy, veřejně tonsurován za pokus o převrat. Fastrada brzy získala pověst kruté panovnice, soudobé zdroje ji zároveň popisují jako aktivní panovnicí po boku svého manžela. V manželství s Karlem Velikým měla dvě dcery, Theodradu a Hiltrudu.
Zemřela 10. srpna 794 během synodu ve Frankfurtu nad Mohanem. Pohřbená byla v opatství svatého Albana v Mohuči, ještě předtím, než bylo opatství dokončeno. Vlivem arcibiskupa Richulfa nebyla pohřbena v bazilice Saint-Denis, pohřebišti téměř všech franských a francouzských panovníků, ani v opatství svatého Arnulfa poblíž Met. Po zničení opatství sv. Albana v roce 1552 byl její náhrobek přenesen do katedrály svatého Martina z Tours a svatého Štěpána v Mohuči, kde je dnes umístěn ve zdi jižní lodi.